# 瀬野修
瀬野 修（せの おさむ、1908年 - 1995年）は、日本の教師、兵士、歌人、作家。択捉島に出征後、敗戦後シベリアにて抑留中に和歌集『白樺日誌』を書き、日本に持ち帰ったことで知られる。基本的に名前は「修」表記であるが、国立情報学研究所では「脩」表記である。

## 経歴
1908年、京都府舞鶴市に生まれる。その後、旧制舞鶴中学校の教師として働いたのち、太平洋戦争において択捉島に兵士として出征後、終戦を迎え抑留される。ソ連コムソモリスク近郊の収容所を転々としながらシラカバの木の皮を使い、ガラスをとがらせペンに、煙突のすすをインク代わりにし全200-300首の和歌を書いた。
1947年に引き揚げされた時に白樺日誌を持ち帰り、1988年に舞鶴引揚記念館に『白樺日誌』を寄贈した。
日本帰還後は執筆活動を行い、計3冊を著した。
1995年に死去。享年87歳。

## 著書
- 『シベリヤ抑留記』虹有社 1947年
- 『シベリヤ抑留記』大空社 1999年（復刻）
- 『白樺日誌 : ユネスコ世界記憶遺産登録 : 改訂版図録』舞鶴・引揚語りの会、舞鶴引揚記念館 2016年